# Campus universitaire de Laval
Le campus universitaire de Laval, ou centre universitaire de la Mayenne, est un site universitaire implanté dans le parc technologique et universitaire de l'agglomération lavalloise, sur les communes de Laval et de Changé, en France.  
Le campus accueille : 
- l'Institut universitaire de technologie de Laval, composante de l'université du Mans ;
- une antenne de la Faculté de droit, des sciences économiques et de gestion de l'université du Mans ;
- la bibliothèque universitaire de Laval ;
- une antenne de l'Institut national supérieur du professorat et de l'éducation de l'université de Nantes ;
- ainsi que deux écoles d'ingénieurs privées :
  - une antenne de l'école d'ingénieurs du monde numérique (ESIEA-Ouest) ;
  - une antenne de l'école supérieure des techniques aéronautiques et de construction automobile (ESTACA-Ouest).

À distance, de l'autre côté de la rue Léonard-de-Vinci, se trouvent également l'Institut de formation aux affaires et à la gestion de Laval (IFAG), l'Ipac Bachelor Factory ainsi que l'institut de Laval de l'École nationale supérieure d'arts et métiers et l'antenne de l'École de design Nantes Atlantique (depuis 2024), installés au Laval Virtual Center,.

## Historique
Dès 1975, le conseil départemental de la Mayenne et Laval Agglomération contribuent largement à l'implantation d'un centre universitaire. L'université a abandonné le cursus économique au début des années 2000 et s'est implantée au Technopole Laval Mayenne en 2004. 
Dans les années 1990, le Technopole Laval Mayenne devient un campus par la création de l'Institut universitaire de technologie de Laval en 1997 (parallèlement, l'ESIEA a ouvert en 1995 et l'ESTACA en 2006). Le campus de Laval accueille plus de 1 800 étudiants.
En juillet 2017, la construction d'un nouveau bâtiment devant accueillir l'antenne de droit de l'université du Mans et l'INSPÉ de l'université de Nantes débute. Ce nouveau bâtiment est situé sur le site de le Technopole Laval Mayenne, à proximité du restaurant universitaire. Il est inauguré en novembre 2018.

## Institutions

### L'Institut universitaire de technologie de Laval

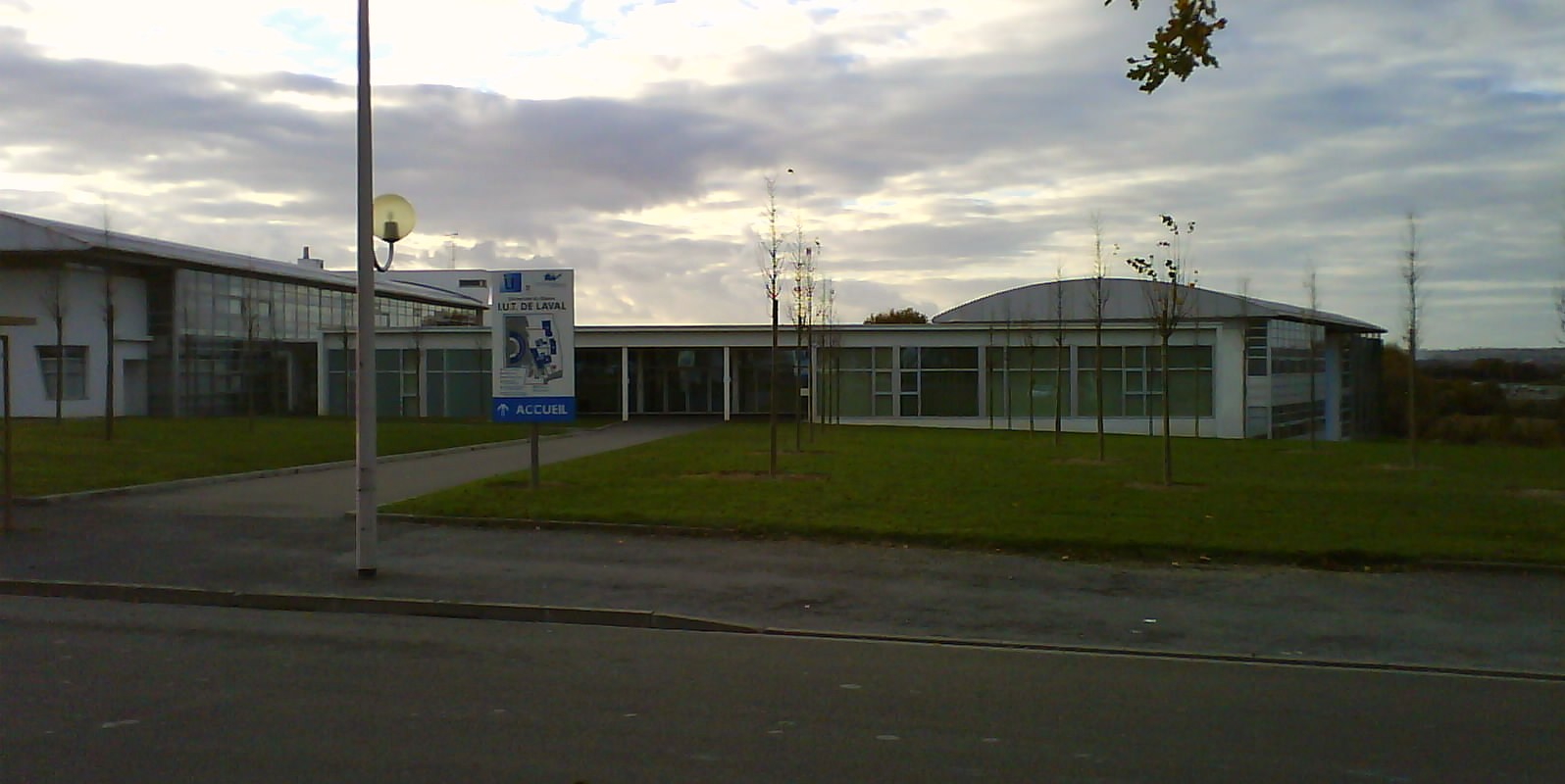
Entrée de l'IUT de Laval.

Ce centre universitaire comprend un IUT composé de quatre départements : 
- département génie biologique ;
- département techniques de commercialisation ;
- département métiers du multimédia et de l'internet ;
- département informatique.

Créé dans le cadre d'un projet de création d'un pôle d'enseignement supérieur à Laval, l'IUT accueille plus de 720 étudiants.

### L'antenne de la faculté de droit de l'université du Mans

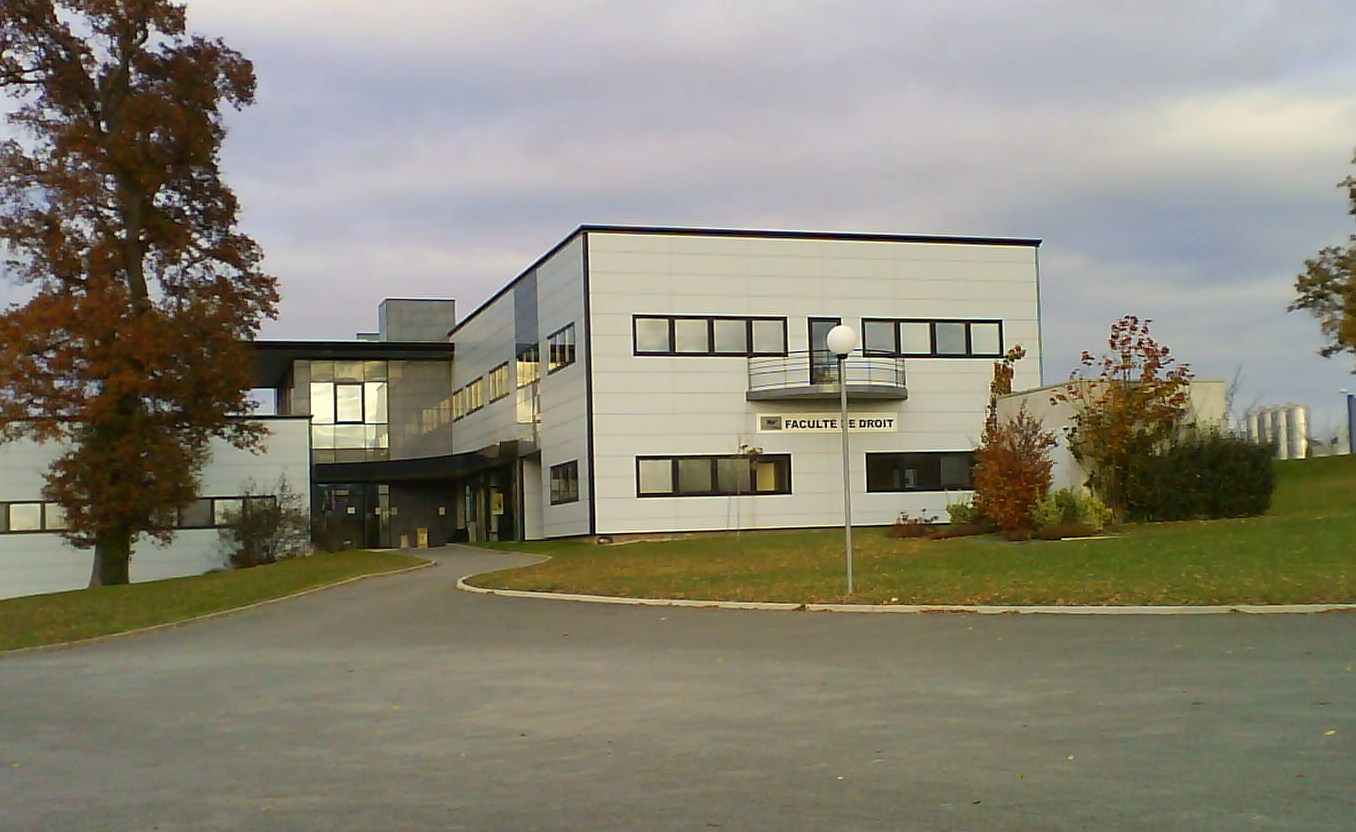
Vue de l'ancien bâtiment de la faculté de Droit de Laval.

La faculté de droit, des sciences économiques et de gestion de l'université du Mans est aussi représentée par son antenne de droit. 
Sur le site lavallois, la faculté accueille environ trois cents étudiants. Bien que son taux d'échec en première année soit proche de la moyenne nationale (environ 60 %, ce qui comprend les abandons et les redoublements), le taux de réussite des étudiants présents aux examens est bien meilleur que dans la plupart des autres grandes facultés, soit plus de 55 %. La faculté de droit de Laval s'est ainsi illustrée, en 2006, pour avoir obtenu 100 % de réussite en licence.
L'établissement propose l'enseignement des trois années de licence ainsi qu'une licence professionnelle : Gestion des organisations agricoles et agroalimentaires.
Cette antenne est créée en 1975 et se situait à l'origine sur le site dit de « La Maillarderie » sur la quai de Bootz, à Laval. Afin de regrouper les établissements d'enseignement supérieur de la ville pour que les étudiants puissent profiter des équipements que sont la Restaurant universitaire et la Bibliothèque universitaire de l'Université du Mans, la faculté de droit déménage sur le site de la technopole au début des années 2000 dans un bâtiment provisoire en attendant la construction d'un nouveau bâtiment dédié.

## La bibliothèque universitaire
La bibliothèque universitaire de Laval est une antenne de celle de l'université du Mans située au Mans. Créée à l'origine pour l'IUT de Laval, elle est aujourd'hui également utilisée par les étudiants de l'antenne de droit ainsi que les étudiants de l'ESPE, depuis la rentrée 2018.

## Universités partenaires

### Allemagne
- Université de Passau

### Angleterre
- Université de Leeds

### Espagne
- Université de Castille-La Manche - Ciudad Real
- Université de Saint-Jacques-de-Compostelle
- Université de Vigo

### Grèce
- Université de Thessalonique

### Italie
- Université Magna Græcia de Catanzaro